# Hohokum
Hohokum è un videogioco del 2014 sviluppato da Honeyslug e pubblicato da Sony Computer Entertainment per PlayStation 3, PlayStation 4 e PlayStation Vita. Alla creazione hanno collaborato Santa Monica Studio e l'artista Richard Hogg.

## Modalità di gioco
In Hohokum si controlla un essere filiforme che ricorda un serpente o un aquilone, denominato "Long Mover". L'obiettivo del gioco è quello di raccogliere occhi nascosti in un ambiente open world.